# Halitherium taulannense
Genre
Espèce
Halitherium taulannense est une espèce éteinte de mammifère marin de l'ordre des siréniens (mammifères aquatiques ancêtres du lamantin et du dugong), ayant vécu il y a environ entre 37 et 34 Ma (millions d'années) au cours de l'Éocène. On en retrouve les fossiles en France, dans le gisement de Taulanne dans les Alpes-de-Haute-Provence.

## Stratigraphie
L’animal vit à l’ère cénozoïque, à la période paléogène et à l’époque éocène.

## Spécimens
Des nombreux restes sont présents dans la région de Taulanne. Le gisement est découvert en 1938 par Albert de Lapparent dans les calcaires littoraux d’âge priabonien du synclinal  de Taulanne. Ils appartiennent à une seule espèce : Halitherium taulannense. 